# Okiennik (Rzędkowice)

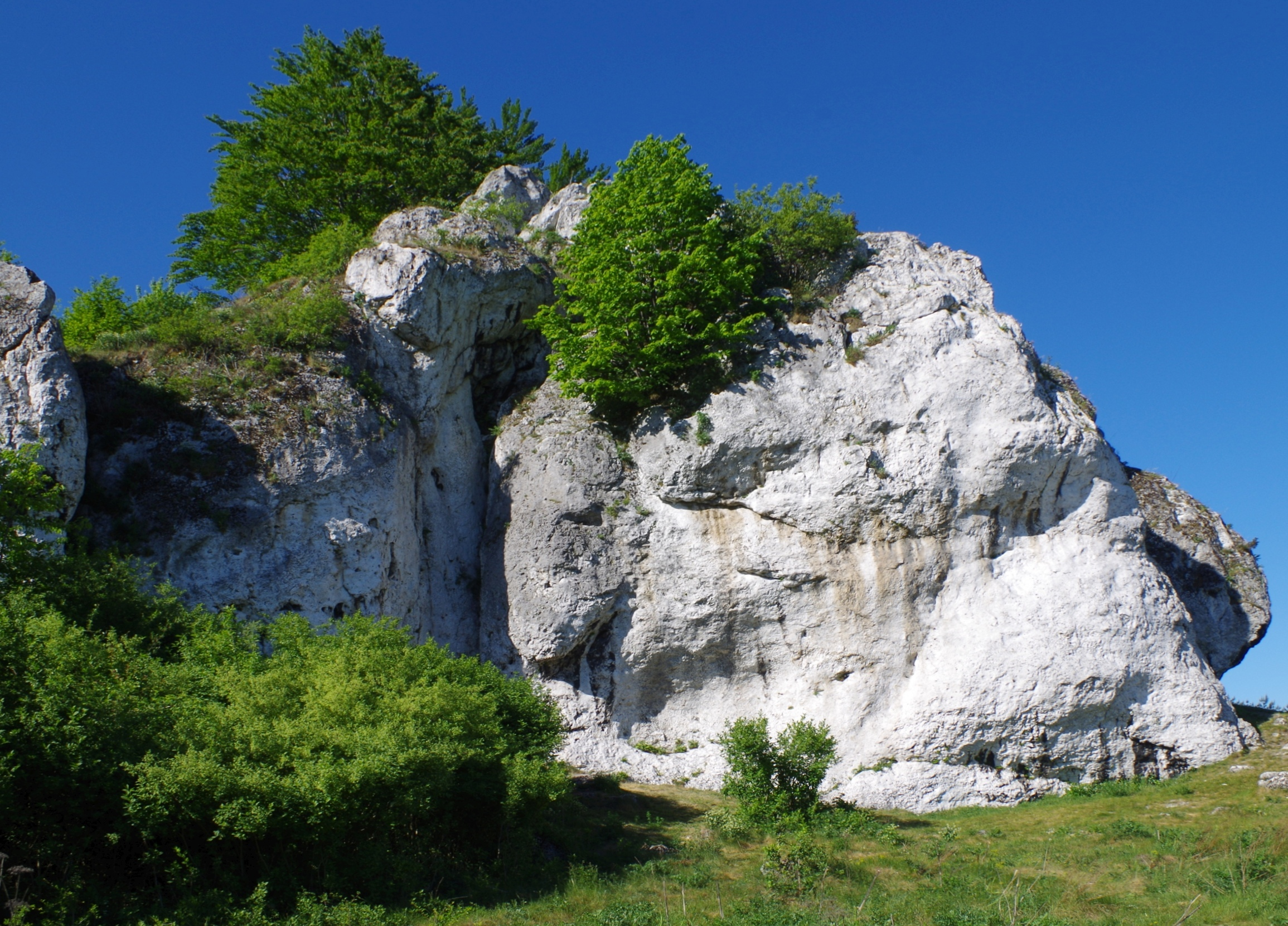
Okiennik od zachodu

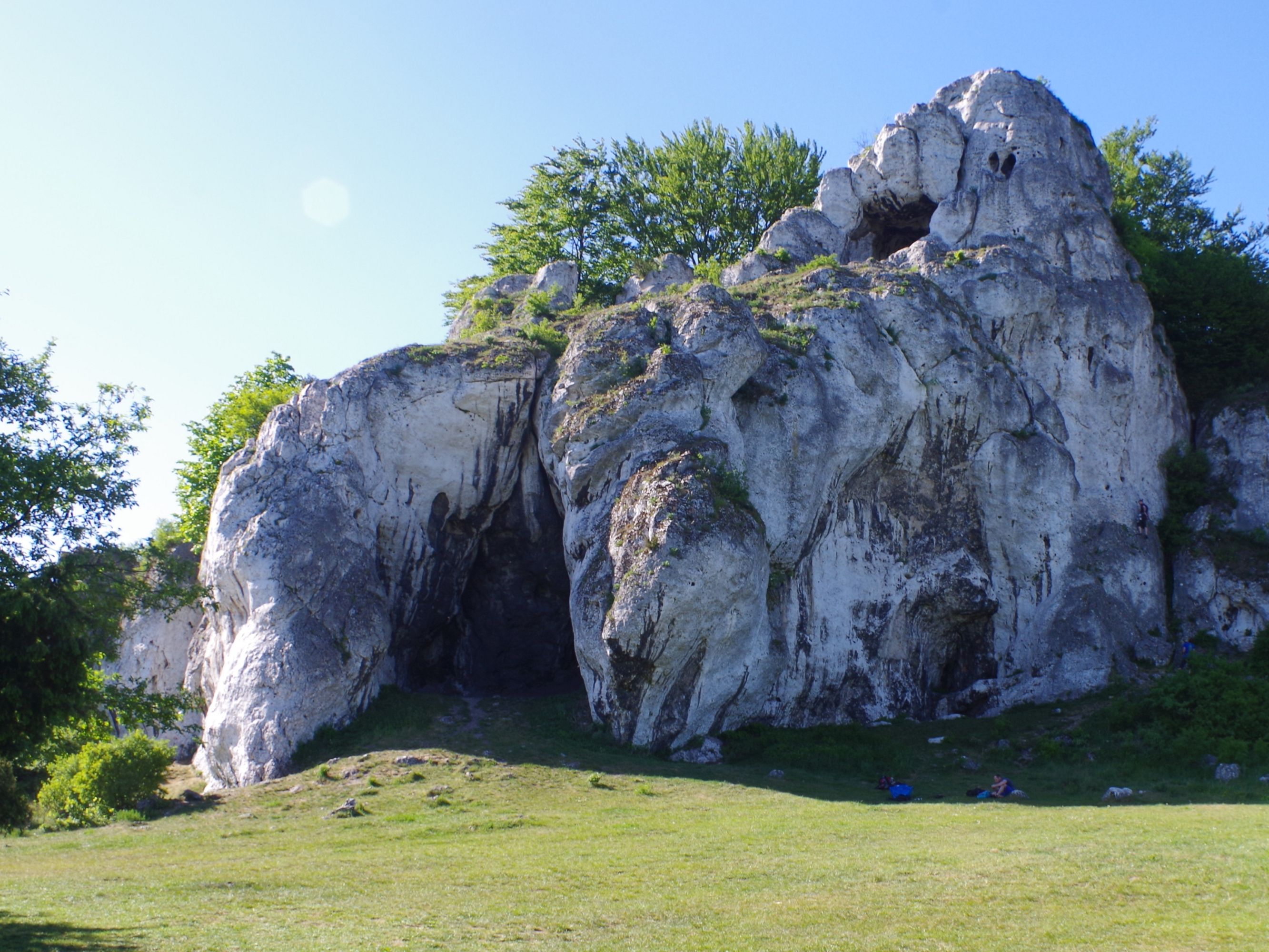
Okiennik i Garaż od wschodu

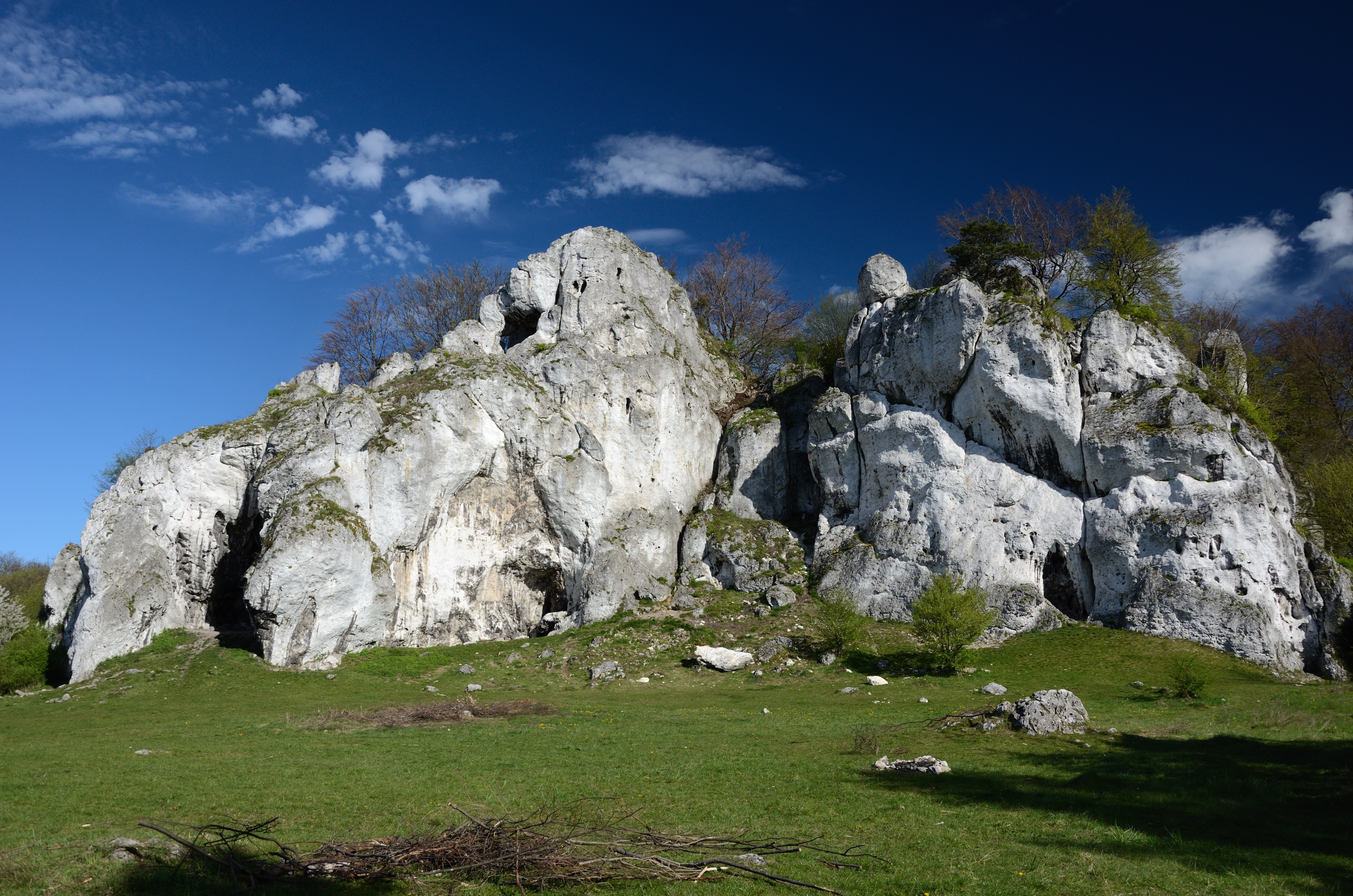
Okiennik i Słoneczna Turnia

Okiennik – skała na Wyżynie Częstochowskiej w miejscowości Rzędkowice w województwie śląskim, w powiecie zawierciańskim, w gminie Włodowice. Nazwa pochodzi od znajdującego się w niej okna skalnego zwanego Oknem Rzędkowickim. Nazywana jest też Turnią nad Garażem. Ta nazwa pochodzi od wielkiego schroniska zwanego Garażem znajdującego się u podstawy jej południowo-wschodniej ściany. W niektórych skałoplanach opisywana jest jako Wielki Okiennik Rzędkowicki.
Jest jedną ze Skał Rzędkowickich. Znajduje się w grupie ze skałami Słoneczna Turnia i Flaszka. Okiennik jest skrajną, południowo-zachodnią skałą w tej grupie. Jego zachodnie, południowe i wschodnie ściany znajdują się na terenie otwartym, północno-zachodnie stoki porasta las.
Skały Rzędkowickie zbudowane są z wapieni. Skały w grupie Okiennika przez wspinaczy skalnych opisywane są w sektorze Okiennika jako Turnia nad Garażem i Okiennik. Mają wysokość 12–32 m. Okiennik posiada pionowe lub przewieszone ściany, schronisko Garaż, okno skalne i takie formacje skalne jak filar, zacięcie i okap. Ściany wspinaczkowe o wystawie północno-zachodniej, południowej, południowo-wschodniej i wschodniej. Wspinacze poprowadzili na nich 41 (z wariantami) dróg wspinaczkowych o trudności od II do VI.6+ w skali Kurtyki i długości 8–33 m. Większość dróg ma zamontowane stałe punkty asekuracyjne. Na większości z nich zamontowano stałe punkty asekuracyjne: ringi (r), haki (h) i stanowiska zjazdowe (st) lub ringi zjazdowe (rz).

Turnia nad Garażem I
1. Bez nazwy; V+, 10 m
2. Bez nazwy; VI.1, 10 m
3. Bez nazwy; VI, 8 m
4. Nabuchodonozor; 4r + st, VI.1+, 12 m
5. Złoty Kompas; 4r + rz, VI+, 12 m
6. Bez nazwy; V+, 14 m
7. Pierwszy dzień reszty życia; 2r, VI.1+, 12 m
8. Piaskowy komin; III, 12 m
9. Efekt Dopplera; 4r + st, VI+, 12 m
10. Przesunięcie ku czerwieni; 4r + st, V+, 12 m
11. Wam to kury szczać prowadzić; 4r + st, VI+, 12 m
12. Taka mała cipeczka; 2r + 1s + st, VI.4+, 12 m
13. Młoda generacja; 3r + st, VI.5+, 12 m
14. Kurdupel; 5r + st, VI.1+, 12 m
15. Zemsta kurdupla; 6r + st, VI.1, 14 m
16. Nie bądźmy wulgarni (Prostowanie kurdupla); 4r + st, VI.4, 12 m
17. Jubileum 2000; 4r + st, VI.3, 12 m

Turnia nad Garażem II
1. Filar Garażu; 6r + st, III, 12 m
2. Żyła; st
3. Szóstka Czoka; VI+, 12 m
4. Bez nazwy; VI.2+

Okiennik
1. Podchwytliwe problemy; 3r + st, VI.4+/5, 9 m
2. Wiosenne klekoty; 4r + st, VI.3+, 9 m
3. Pozycja męża; 5r + st, VI.2, 18 m
4. Pozycja żony; 3r + st, VI.1, 18 m
5. Komin małżeński; IV
6. Makumba; st, VI.5+/6, 17 m
7. Królów król; 7r + st, VI.4+, 18 m
8. Czeski krzyżowiec; 7r + st, VI.2, 18 m
9. Szatańskie wersety; 8r + st, VI.4, 18 m
10. Trwoga ginekologa; VI.1+, 18 m
11. Ostatnia krucjata: Odstrzał Zlewaka; 8r + st, VI.3+, 18 m
12. MM; VI.2+, 18 m
13. Przez Płucka; 2r + 1h, 32 m
14. Zacięcie Dziędzielewicza; 1h
15. Bez nazwy; 1r + 1h + st, V
16. Direttissima; 1r + 1h + 1p + st, VI-, 32 m
17. 17 sekund; 7r + ST VI.2+, 30 m
18. Nikodemówka (Nitówka); 13r + st, VI+, 33 m
19. Bez nazwy; II
20. Czarne ścieki; 7r + st, VI.2, 30 m[5].